# Liverpool South Parkway
Liverpool South Parkway (ang: Liverpool South Parkway railway station) – stacja kolejowa w Liverpoolu, w hrabstwie Merseyside, w Anglii, w Wielkiej Brytanii. Obsługuje, poprzez połączenie autobusowe, Port lotniczy Liverpool-John Lennon w dzielnicy sąsiedniej Speke.
Stacja znajduje się w kierunku południowym krańcu Merseyrail Northern Line i na skrzyżowaniu dwóch głównych linii: City Line z Liverpoolu do Manchesteru przez Warrington i na odnodze West Coast Main Line do Liverpool z Londynu przez Crewe.
Allerton Traction Maintenance Depot znajduje się bezpośrednio na wschód od stacji.

## Historia
Stacja została wybudowana w celu poprawy komunikacji miejskiej z Liverpool John Lennon Airport, a także umożliwienie podróży dla pasażerów kolei w południowym Liverpoolu, umożliwiając łatwą wymianę pomiędzy Northern Line, City Line i West Coast Main Line. Propozycja stacji, pierwotnie znanej jako Allerton Interchange, istniała już w 1999 r., ale dopiero w 2004 r., rozpoczęto budowę.
Główne perony Liverpool South Parkway znajdują się na terenie dawnej stacji Allerton, która została zamknięta w 2005 r. w celu umożliwienia budowy nowej stacji. Perony Northern Line są zupełnie nowe, zastępują stacją Garston która był nieco dalej na zachód od obecnej stacji. Hala, dworzec autobusowy i parkingi są zbudowane na ziemi, która była niegdyś siedzibą South Liverpool F.C.
W momencie otwarcia, połączenia City Line wzrosły do pół godziny. Stacja stała się również dodatkowym postojem dla połączeń Liverpool-Birmingham (wtedy obsługiwane przez Central Trains). Następnie od 11 grudnia 2006 r. połączenia wieczorne od poniedziałku do soboty na Northern Line, został podwyższone do kursu co 15 minut, zamiast co pół godziny, poprzednio.
Początkowo wiele dalekobieżnych przewozów pomijały Liverpool South Parkway, ale stopniowo coraz więcej pociągó się tutaj zatrzymyało.
W grudniu 2010 r. pojawiło się kolejne połączenia, kiedy First Transpennine Express obsługuje stację jako dodatkowy przystanek na swoim połączeniu z Liverpooli do Yorku i Scarborough.
Na przełomie 2008/09 z usług stacji skorzystało 0,582 mln pasażerów.